# きゃんひとみの琉球花物語
『きゃんひとみの琉球花物語』（きゃんひとみの りゅうきゅうはなものがたり）は、2004年から琉球放送ラジオで放送されているトーク番組である。2023年12月時点では日曜11:45-12:00（沖野綾亜のチルドキ!!内包)に放送されている。初期のころは「きゃんひとみの琉球夜遊び」と題して放送されていた。
同番組は、沖縄県出身のタレントで、元琉球放送アナウンサーのきゃんひとみが、主に沖縄出身の著名人を中心にマンスリーゲストとして迎えてトークを展開するもので、特にBEGIN、夏川りみは毎年のように出演しており準レギュラー的な存在である他、沖縄出身以外からもミュージシャン、俳優、スポーツ界からもゲストを招いており、過去に井上陽水、さだまさし、加山雄三、小室等、二階堂ふみ、井浦新、岩合光昭らが駆け付けた。